# École nationale supérieure du pétrole et des moteurs
L'École nationale supérieure du pétrole et des moteurs (ENSPM, plus connue sous son nom de marque IFP School) est l'une des 204 écoles d'ingénieurs françaises accréditées au 1er septembre 2020 à délivrer un diplôme d'ingénieur.
Il s'agit d'une école publique, fondée en 1954, rattachée à l'Institut de recherche IFP Énergies nouvelles. Elle s'adresse à des étudiants déjà engagés dans un autre cursus d'ingénieur en leur permettant donc d'obtenir, après une année de formation spécialisée, un double diplôme. Différentes filières sont possibles : moteurs ou géo-ressources, notamment. La plupart des étudiants reçoivent des bourses d'entreprises industrielles du secteur qui les embauchent par la suite.